# Comando General del Ejército (Bolivia)
El Comando General del Ejército es el comando supremo del Ejército de Bolivia y uno de los cuatro comandos militares de este país sudamericano, junto al Comando en Jefe de las Fuerzas Armadas, el Comando General de la Fuerza Aérea y el Comando General de la Fuerza Naval. El Comando General depende del presidente del Estado, así como del Ministerio de Defensa y del Comando en Jefe.

## Organización
El Comando General del Ejército está organizado en:
- el comandante general del Ejército;
- la Jefatura del Estado Mayor General del Ejército;
- la Inspectoría General del Ejército;
- y el Estado Mayor General del Ejército.

## Unidades dependientes
- Regimiento Escuela Policía Militar N.º 1[3]

## Titulares
Los comandantes generales de las Fuerzas Armadas son designados por el presidente del Estado y pueden permanecer en el cargo hasta un máximo de dos años.
| Nombre            | Período                                    |
| ----------------- | ------------------------------------------ |
| Iván Inchausti    | 13 de noviembre de 2019-4 de marzo de 2020 |
| Rubén Salvatierra | 4 de marzo de 2020-presente                |